# Großsteingrab Zebelin
Das Großsteingrab Zebelin war eine megalithische Grabanlage der jungsteinzeitlichen Trichterbecherkultur bei Zebelin, einem Ortsteil von Waddeweitz im Landkreis Lüchow-Dannenberg (Niedersachsen). Es befand sich südwestlich des Ortes und wurde im 19. Jahrhundert zerstört. Über Ausrichtung, Maße und Grabtyp liegen keine Informationen vor.